# Gangsterdam
Gangsterdam je francouzský hraný film z roku 2017, který režíroval Romain Levy podle vlastního scénáře. Film zachycuje trampoty tří studentů, kteří se nechají najmout na pašování drog z Amsterdamu do Paříže. Snímek byl V ČR uveden v roce 2018 na filmovém festivalu Febiofest.

## Děj
Ruben studuje práva na pařížské univerzitě a musí opakovat poslední ročník. Díky tomu se v novém ročníku seznámí se studentkou Norou, do které se zamiluje. Nora o něj ale žádný zájem nejeví. Ruben zcela náhodou zjistí, že Nora pašuje drogy z Nizozemska do Francie. Její dealer Mishka mu nabídne, že by pro něj mohl pracovat také. Ruben souhlasí, protože se chce před Norou vytáhnout. Odjedou tedy do Amsterdamu, ale ve vlaku zjistí, že se k nim přidal i Rubenův dávný kamarád Durex. Ten je do Rubena platonicky zamilovaný. V Amsterdamu se setkají s Ulyssem, který je pro ně spojkou s distributorem drog. Ovšem Ulysse jim zásilku před odjezdem do Paříže ukradne. Rozhodnou se ho proto vyhledat a zásilku získat zpět. Ovšem stejný plán mají i místní gangsteři.

## Obsazení
| Kev Adams         | Ruben             |
| Manon Azem        | Nora              |
| Côme Levin        | Durex             |
| Hubert Koundé     | Ulysse            |
| Mona Walravens    | June              |
| Stanley Rappaport | Samuel            |
| Sam Rubinfeld     | Joshua            |
| June Perez        | Eleonor           |
| Alex Hendrickx    | Caspar Von Tannen |
| Ido Mosseri       | Amos              |
| Patrick Timsit    | Rubenův otec      |
| Manu Payet        | Mishka            |
| Rutger Hauer      | Dolph Von Tannen  |